# Luge aux Jeux olympiques de 1972
Navigation
Grenoble 1968 Innsbruck 1976
Les épreuves de Luge aux Jeux olympiques de 1972 de Sapporo.
| Épreuve | Or                                                                | Argent       | Bronze                                 |
| ------- | ----------------------------------------------------------------- | ------------ | -------------------------------------- |
| Hommes  | Wolfgang Scheidel                                                 | Harald Ehrig | Wolfram Fiedler                        |
| Femmes  | Anna-Maria Müller                                                 | Ute Rührold  | Margit Schumann                        |
| Double  | Paul Hildgartner, Walter Plaikner Horst Hörnlein, Reinhard Bredow |              | Klaus-Michael Bonsack, Wolfram Fiedler |